# Paul E. Joseph Stadium
Das Paul E. Joseph Stadium ist ein Sportstadion in Frederiksted auf Saint Croix, Amerikanische Jungferninseln. Es wird derzeit überwiegend für Fußball genutzt. Daneben finden dort Baseball- und American-Football-Spiele statt. Das Stadion bietet Platz für 5.000 Zuschauer.
Am 31. März 1967 fand im Paul E. Joseph Stadium zum ersten Mal eine Partie der Major League Baseball auf den Jungferninseln statt. Die New York Yankees spielten gegen die Boston Red Sox.